# Euploea kadina
Euploea kadina är en fjärilsart som beskrevs av Hans Fruhstorfer 1910. Euploea kadina ingår i släktet Euploea och familjen praktfjärilar. Inga underarter finns listade i Catalogue of Life.